# دربار (فیلم ۲۰۲۰)
دربار (به هندی: Darbar) یا دادگاه فیلمی محصول سال ۲۰۲۰ و به کارگردانی ای‌آر موروگادوس است. در این فیلم بازیگرانی همچون راجینیکانت، نایانتارا، نیویتا توماس، سونیل شتی، پراتیک بابار و دالیپ تاهیل ایفای نقش کرده‌اند.